# Floyd Mayweather Jr. vs. Marcos Maidana II
Floyd Mayweather Jr. vs. Marcos Maidana II, anunciado como Mayhem (Caos), fue un combate por el campeonato mundial de boxeo celebrado el 13 de septiembre de 2014, en el MGM Grand Garden Arena, Paradise, Nevada, Estados Unidos. 

## Antecedentes
El par peleó a principios de ese año en el MGM Grand. A pesar de que la pelea fue más reñida que la mayoría de las peleas de Mayweather, Mayweather ganó por decisión mayoritaria. La pelea con Maidana resultó ser uno de los oponentes más duros de Floyd, por lo que la revancha parecía probable.